# Trichoanoreina
Trichoanoreina – rodzaj chrząszczy z rodziny kózkowatych. 

## Zasięg występowania
Przedstawiciele tego rodzaju występują w Ameryce Południowej i Środkowej od Panamy na północy po Brazylię na południu.

## Systematyka
Do rodzaju zaliczane są dwa gatunki:
- Trichoanoreina albomaculata
- Trichoanoreina panamensis.